# Soso (поисковый движок)
Soso (китайский: 搜搜; пиньинь: Sōusōu) — китайская поисковая система, принадлежащая Tencent Holdings Limited, компании, которая известна своими другими сайтами, такими как Pengyou и Tencent QQ. С этих же продуктов и приходит основной трафик. 
Поисковик Soso всегда был конкурентом самому популярному китайскому поисковику Baidu, 
До 2009 года использовал технологию поиска Google, сейчас упоминания об этом везде удалены. В мобильном поиске занимает второе место (14-15%). Со временем в него были встроены социальная сеть WeChat и он- лайн игры QQGames.
По состоянию на 1 октября 2013 года, Soso был 40-м самым посещаемым сайтом в мире, 11-м самым посещаемым сайтом в Китае и восьмым самым посещаемым сайтом в Южной Корее (по данным Alexa Internet).
В сентябре 2013 года Tencent инвестировала в Sogou, дочернюю компанию Sohu. На данный момент, поиск Soso прекратил работу и теперь перенаправляет на поиск Sogou. Результаты на английском языке Sogou показывает, используя для этого поисковик Bing.
Согласно рейтингу Alexa, он достиг в марте 2011 г., 48-е место в мире и 9-е место  в Китае по количеству посещений.
Согласно тому же источнику, в июне 2014 Он занял 39-е место в мире и 11-е место в рейтинге Китая.